# Spångsholm
Spångsholm est une localité de Suède dans la commune de Mjölby située dans le comté d'Östergötland.

## Démographie
Sa population était de 232 habitants en 2019.